# Lépesfalva
Lépesfalva (németül: Loipersbach im Burgenland) község Ausztriában, Várvidéken (Burgenland), a Nagymartoni járásban.

## Fekvése
Lépesfalva Somfalva, Ágfalva, Sopron, Fraknónádasd és Darufalva községekkel határos. A magyar-osztrák határon fekszik.

## Története
A régészeti leletek tanúsága szerint területén már a kőkorszakban is éltek emberek. A Somfalva felőli határrészén egy kis patak az Aubach oldalvölgyében kőkorszaki település lakóinak eszközeit, cserépmaradványait találták meg. A márcfalvi tetőtől délre fekvő völgyteknőben egy nagyobb hallstatt-kori település maradványai kerültek elő. Ebből a korból származó sírhalmok találhatók a hadspitzwaldi erdő és a Nádasdi-földek területén is. Itt haladt át a római korban a Scarabantiából(Sopron) Vindobonába (Bécs) menő út, melynek mentén egykor római gazdaságok sorakoztak. Az ásatások során itt egy római anyafarkassal díszített sírkő is előkerült. A falu területén talált ősi sírok nagy száma arra enged következtetni, hogy nagy volt a népsűrűség itt a népvándorlás korában és a korai középkorban is. Az avar korban betelepült szlávok egyik jelentős települése állhatott itt, melyre két mai dűlőnév is emlékeztet. Loosfeld neve a szláv „losa” (erdő) főnévből, a Tschurken mező és patak neve pedig a „csurak” (csurgó) főnévből származik. A település valószínűleg túlélte a Karoling-kort és a magyar honfoglalást is, mert e neveket a német betelepülők is átvették.
A mai települést valószínűleg az a Liutpold nevű bajor nemes alapította, akit másokkal együtt még a 12. században hívtak be a magyar uralkodók a nyugati határvidékre és ott birtokokat adományoztak nekik. Az ősi falu valószínűleg a mai Főtér (Hauptplatz) nyugati része és a Waldgasse területén feküdt. Első írásos említése 1225-ben II. András király adománylevelében történt, melyben az Ágfalvával szomszédos területet a borsmonostori cisztercita kolostornak adja. 1238-ban IV. Béla adományaként Lépesfalva egy része a Johannita Lovagrend birtoka lett, mely a közeli Sopronban ispotályt tartott fenn. A birtokot később visszacsatolták a ciszterci kolostorhoz. 1265-ben Péter soproni gróf vásárolta meg és birtokszerzéssel családja az Ágfalvi nevet is felvette. Érdekesség, hogy az oklevélben a települést „Gyula” néven említik, mely talán arra utal, hogy egy része Somfalvához tartozott, melynek abban az időben Somfalvi Gyula (Julius von Schattendorf) fia Mátyás volt a birtokosa.
A 14. század közepén részben az Ágfalvi (von Daagh) nemzetség, részben a Johanniták birtoka volt. 1412-ben már az Osli nemzetség egyik ágának is volt itt birtoka. 1478-ban "Poss. Lepwspach" alakban említik a települést. Történészek a „Burgstall” dűlőben várat is feltételeznek, de ennek semmi írásos nyoma nincs. Lépesfalvának az írásos emlékek szerint, már a 15. században önálló plébániája volt. A mai temető területén állt Szent Péter és Pál tiszteletére szentelt templom építési idejéről nincs biztos adat. Egy korabeli forrás szerint 1466-ban a falu főterén a patak parton épült egy Szent Márton tiszteletére szentelt templom is, mert a dombon álló régi templomot télen nehéz volt megközelíteni. A régi templom 1493-ban is használatban volt. 1529-ben a török Lépesfalvát is csaknem elpusztította, majd 1532-ben egy újabb török támadás után teljesen elnéptelenedett, melyre az is utal, hogy az 1498-ban említett családnevek többsége ezután már nem fordul elő.
A 16. században a falu nyugati része a fraknói uradalomhoz, keleti része pedig Sopron városához tartozott. Gyakoriak voltak a határviták a két uradalom között. 1570-ben egy tűzvészben az egész falu leégett. A 16. század közepétől a reformáció az uradalom területén is terjedt, az első rövid ideig működő evangélikus prédikátorról 1551-ből tudunk. 1576-ban a katolikus plébánost evangélikus lelkész váltotta fel. Lépesfalva még 1597-ben is csak Ágfalva filiája volt. 1600-ban pestis pusztított, mely annyi áldozatot szedett, hogy 46 lakóházból a járvány után csak 22 volt lakott. 1605-ben Bocskai István hadai dúlták fel a települést, de 1610-ben a gazdaság újra fejlődésnek indult. 1606-ban a bécsi béke nyomán a protestáns magyar települések, így Lépesfalva is visszatértek a protestáns hitre. 1611 és 1613 között bővítették a Szent Márton templomot. 1672-ben 59 családfőt számláltak a településen. 1677-ben az ellenreformáció korában a kőszegi jezsuiták vették át a lelki élet irányítását. 1683-ban a Bécs elleni török támadás során a falu ismét elpusztult, majd 1697-ben a jezsuiták is távoztak a településről. 1704 és 1708 között a kuruc rajtaütések okoztak károkat. 1767-ben Lépesfalván 53 negyedtelkes, 9 nyolcadtelkes gazda, valamit 30 házas és 3 ház nélküli zsellér család élt. II. József császár 1781-es türelmi rendelete ismét lehetővé tette az evangélikus egyház zavartalan működését. A község nagy többsége, 450 fő ekkor evangélikus vallású volt és 1783-tól ismét evangélikus istentiszteleteket is tartották. 1870-ben egy nagy tűzvészben a faluval együtt a katolikus templom is leégett.
Vályi András szerint "LOIPERSBACH. Liepersdorf. Német falu Sopron Várm. földes Ura Sopron Városa, lakosai katolikusok, és evangelikusok, fekszik Ágendorfnak szomszédságában, ős annak filiája, határja jó termékenységű, réttye, legelője sok, szőlő hegye tsekély."
Lépesfalva, mint az egész Várvidék 1920/21-ig Magyarországhoz (Német-Nyugat-Magyarország vö. Deutsch-Westungarn) tartozott. 1898 óta a budapesti kormány magyarosítási törekvései (Magyarisierungspolitik) miatt, a község magyar neve volt a hivatalos megnevezés.
Az első világháború után az Osztrák-Magyar Monarchia felbomlásáig Magyarországhoz, Sopron vármegyéhez tartozott majd a heves vitákkal övezett trianoni békeszerződéssel Ausztriához csatolták. A község 1921 óta az újonnan megalapított osztrák szövetségi tartomány Burgenland része (ld. Várvidék története).

## Nevezetességei
- Evangélikus temploma.
- Római katolikus temploma.

## Híres személyek
- Itt született Hautzinger Sándor (1885–1973) magyar evezős, olimpikon, sportvezető.

## Külső hivatkozások
- Hivatalos oldal
- Lépesfalva az Osztrák Statisztikai Hivatal honlapján